# معركة جزيرة الثعبان
معركة جزيرة الثعبان التي وقعت في 24 فبراير 2022 على جزيرة الثعبان (بالأوكرانية: Острів Зміїний)‏ خلال الغزو الروسي لأوكرانيا عام 2022.

## الهجوم
في حوالي الساعة 18:00 بالتوقيت المحلي (ت ع م+02:00)، أعلن حرس الحدود الأوكراني أن جزيرة الثعبان، الواقعة في المياه الإقليمية الأوكرانية في البحر الأسود، تعرضت لهجوم من السفن الروسية، خلال اليوم الأول من الغزو الروسي. وشارك الطراد موسكفا وزورق الدورية فاسيلي بيكوف في الهجوم باستخدام مدافع سطح السفينة.
وفقًا للتسجيل الصوتي الذي نشرته أوكراينسكا برافدا، رفض الجنود الأوكرانيين المتمركزين في الجزيرة الاستسلام.
في وقت لاحق من المساء، ذكرت دائرة حرس الحدود الحكومية أن الاتصال بالجزيرة قد فُقد وفي الساعة 22:00 (ت ع م+02:00)، أعلنت أن القوات الروسية استولت على الجزيرة بعد قصف بحري وجوي دمر جميع البنى التحتية في الجزيرة. قُتل ثلاثة عشر من حرس الحدود، يمثلون مجمل الوجود العسكري الأوكراني في الجزيرة، خلال المعركة بعد رفضهم الاستسلام. قام أحد الجنود الأوكرانيين ببث حي لحظة إطلاق السفينة الحربية الروسية النار.
أفادت الحكومة الروسية أنه في 25 فبراير 2022، هاجم سرب من ستة عشر قاربًا من البحرية الأوكرانية السفن الروسية قبالة تاجزيرة، وقالت أيضًا أنها أغرقت ستة قوارب أوكرانية. كما اتهمت الحكومة الروسية الولايات المتحدة بتقديم دعم استخباراتي إلى السرب الأوكراني خلال العملية. ونفت الولايات المتحدة أي تورط لها. في نفس اليوم، أعلن الرئيس فولوديمير زيلينسكي أنه سيمنح جميع الحراس الثلاثة عشر على لقب بطل أوكرانيا، وهو أعلى لقب عسكري أوكراني.
في 26 فبراير 2022، أعلنت السلطات الأوكرانية أن البحرية الروسية استولت على سفينة بحث وإنقاذ قبالة الجزيرة.

## التقارير
ذكرت مصادر الحكومة الأوكرانية في البداية أن 13 من حرس الحدود، يمثلون مجمل الوجود العسكري الأوكراني في الجزيرة، قتلوا بعد رفضهم الاستسلام. أعلنت دائرة حرس الحدود الأوكرانية لاحقًا أن حرس الحدود الثلاثة عشر الموجودين في الجزيرة ربما يكونون على قيد الحياة ومحتجزين كأسرى حرب، بناءً على تقارير روسية تفيد بأنهم كانوا محتجزين في سيفاستوبول.
قدمت وسائل الإعلام الروسية رواية بديلة للأحداث، زاعمة أن 82 جنديًا أوكرانيًا أُسروا بعد استسلامهم طواعية. وبحسب المتحدث باسم الوزارة الروسية إيغور كوناشينكوف، فقد وقع السجناء تعهدات بعدم مواصلة العمل العسكري ضد روسيا وسيتم إطلاق سراحهم قريبًا.
في 28 فبراير 2022، أكدت البحرية الأوكرانية من خلال وضع على صفحتها الرسمية على فيسبوك أن جميع حرس الحدود في الجزيرة على قيد الحياة واحتجزتهم البحرية الروسية.